# أجسام مضادة سيتوبلازمية مضادة للعدلات

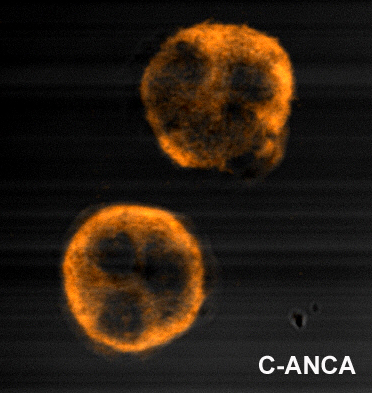
نمط المناعة الفلورية الناتج عن ارتباط ANCA من مريض مصاب بحبيبات ويجنر بالعدلات المثبتة بالإيثانول

الأجسام المضادة السيتوبلازمية المضادة للعدلات (ANCAs) هي مجموعة من الأجسام المضادة الذاتية، من نوع الغلوبولين المناعي ج ضد مستضدات خلايا العدلات المحببة (النوع الأكثر شيوعًا من خلايا الدم البيضاء) والخلايا الوحيدة. تعتبر اختبارًا مهمًا في عدد من اضطرابات المناعة الذاتية، ولكنها مرتبطة بشكل خاص بالتهاب الأوعية الدموية الجهازية، والتي تسمى التهابات الأوعية الدموية المرتبطة بالأجسام المضادة السيتوبلازمية المضادة للعدلات (AAV).

## التألق المناعي للأجسام المضادة السيتوبلازمية المضادة للعدلات
يساعد إجراء اختبار التألق المناعي (IF) على العدلات المُثبتة بالإيثانول بالكشف عن الأجسام المُضادة السيتوبلازمية، ويمكن أيضًا استخدام العدلات المثبتة بالفورمالين للمساعدة في التمييز بين أنماط هذه الأجسام المُضادة. يمكن تقسيم الأجسام المضادة السيتوبلازمية المضادة للعدلات إلى أربعة أنماط عند فحصها بواسطة التألق المناعي: الأجسام المضادة سي (السيتوبلازمية)، والأجسام المضادة سي اللانمطية، والأجسام المضادة حول النواة بي، والأجسام المضادة اللانمطية، المعروفة أيضًا باسم الأجسام المضادة إكس. تُظهر الأجسام المضادة سي ومضانًا حبيبيًا حشويًا مع تعزيز بين الفصوص المركزية. تُظهر الأجسام المضادة سي اللانمطية تباينًا هيوليًا وبدون تعزيز بين الفصوص. تتضمن الأجسام المضادة بي ثلاثة أنواع فرعية هي: الأجسام المضادة بي الكلاسيكية، والأجسام المضادة بي بدون امتداد نووي والأجسام المضادة بي النووى ة المحببة. تُظهر الأجسام المضادة بي الكلاسيكية تباينًا حول النواة باتجاه نووي، وتُظهر الأجسام المضادة بي بدون امتداد نووي تباينًا على محيط بالنواة بدون امتداد نووي وتُظهر الأجسام المضادة بي النووية المحببة تباينًا نوويًا في الخلايا الحبيبية فقط. تُظهر الأجسام المضادة أي غالبًا تجمعات من التباينات في السيتوبلازما والنواة.

## مستضدات الأجسام المضادة السيتوبلازمية المضادة للعدلات
مستضد الأجسام المضادة سي هو بروتيناز 3 (PR3) بالتحديد. تشتمل مستضدات الأجسام المضادة سي على ميلوبيروكسيداز (MPO) وعامل زيادة النفاذية البكتيرية للبروتين القاتل للجراثيم/أو بروتين النفاذية (BPI). توجد مستضدات أخرى للأجسام المضادة السيتوبلازمية سي (غير النمطية)، لكن العديد منها غير معروف حتى الآن. نشاهد الأجسام المضادة السيتوبلازمية بي الكلاسيكية مع الأجسام المضادة الموجهة إلى الميلوبيروكسيداز. نشاهد الأجسام المضادة السيتوبلازمية بدون الامتداد النووي مع الأجسام المضادة لبروتين النفاذية والكاثيبسين جي والإيلاستاز واللاكتوفيرين والليزوزيم. الأجسام المضادة للنواة جي اس GS-ANA هي أجسام مضادة موجهة إلى مستضدات نووية محددة للخلايا المحببة.
تشمل المستضدات الأخرى الأقل شيوعًا مستضد HMG1 (نمط الأجسام المضادة السيتوبلازمية بي) ومستضد HMG2 (نمط الأجسام المضادة السيتوبلازمية بي) ومستضدات إلفا إنولاز (نمط بي والأجسام المضادة السيتوبلازمية سي) والكاتلاز (نمط بي والأجسام المضادة السيتوبلازمية سي) وبيتا جلوكورونيداز (نمط الأجسام المضادة السيتوبلازمية بي)، وأزوروسيدين (نمط بي والأجسام المضادة السيتوبلازمية سي)، والأكتين (نمط بي والأجسام المضادة السيتوبلازمية سي)، واتش لامب-2 (نمط الأجسام المضادة السيتوبلازمية سي).

## مقايسة الممتز المناعي المرتبط بالإنزيم (ELISA)
الغرض من استخدام مقايسة الممتز المناعي المرتبط بالإنزيم (ELISA) في مختبرات التشخيص هو الكشف عن الأجسام المُضادة السيتوبلازمية المضادة للعدلات (ANCAs). على الرغم من إمكانية استخدام التألق المناعي لفحص العديد من الأجسام المضادة السيتوبلازمية المضادة للعدلات، لكن مقايسة الممتز المناعي المرتبط بالإنزيم تُستخدم للكشف عن الأجسام المضادة للمستضدات الفردية. المستضدات الأكثر شيوعًا المستخدمة على صفيحة المعايرة الدقيقة لاختبار مقايسة الممتز المناعي المرتبط بالإنزيم هي البروتيناز 3 والميلوبيروكسيداز، والتي يتحرى عنها الأطباء عادةً في حال كان التألق المناعي إيجابي.

## تاريخيًا
وصف دافيس وزملاؤه الأجسام المضادة السيتوبلازمية المضادة للعدلات في عام 1982 عند دراستهم التهاب كبيبات الكلى الناخر المقطعي. حددت ورشة العمل الدولية الثانية الخاصة بالأجسام المضادة السيتوبلازمية المضادة للعدلات التي عقدت في هولندا في مايو 1989، التسمية اعتمادًا على الأنماط المحيطة بالنواة والأنماط السيتوبلازمية. اكتُشف مستضدَي الميلوبيروكسيداز والبروتيناز 3 في عامَي 1988 و1989 على التوالي. تُعقد ورشات العمل الخاصة بالأجسام المضادة السيتوبلازمية المضادة للعدلات كل سنتين.